# 水主神社 (東かがわ市)
水主神社（みずしじんじゃ）は、香川県東かがわ市にある神社である。倭迹々日百襲姫命を祀る。式内社で、旧社格は県社。讃岐国式内二十四社のひとつ。

## 祭神
主祭神
　倭迹々日百襲姫命  (やまとととひももそひめのみこと)
境内社
　孝霊神社 -  孝霊天皇（こうれいてんのう）本殿後方、祭神の父。
　国玉神社 -  倭国香姫命（やまとのくにかひめのみこと）本殿右手、祭神の母。
　水主三山（熊野三社）  山嶽信仰 増吽僧正が遷宮すると伝えられる。
　　　新宮神社（虎丸山） -  伊邪那美命（いざなみのみこと）
　　　本宮神社（本宮山） -  早玉男命（はやたまおのみこと）
　　　那智神社（那智山） -  事解男命（ことさかおのみこと）
　水神社 - 水波女命（みずはのめのみこと）罔象女神、あるいは瀬織津姫とも。
　大水寺（開基は不詳） 水主神社別当寺。 本尊　阿弥陀如来（円工寺へ）、不動明王、二童子（与田寺へ）、十一面観音（坂手・観音寺へ）。
水徳山宝珠院神宮寺 寛文年中に大水寺と改める。最澄、延歴九年（24歳の時）、水主符神社・大水寺に参籠する。空海、境内地に於いて閼伽（あか）井水を堀り、神社に奉献する（現在の閼伽谷の井戸）。江戸末期まで神仏混淆、明治元年三月神仏分離令、明治二年二月二十五日正式に廃寺となる。

## 概要
概略
与田川の右岸、大内ダムにほど近い山裾に鎮座する。大水主大明神ともいう。背後の社叢は香川県の自然環境保全地域になっており、境内の「いのり杉」は県の保存木に指定されている。
付近からは縄文時代の石器、弥生・古墳時代の土器が多数発見され山上には姫の御陵といわれる古墳もあり、宝蔵庫には多くの文化財が納められている。社殿はすべて春日造りで統一されており、社領を示す立石は大内・白鳥町内に今も残っている。
社伝によると、祭神である倭迹々日百襲姫は、8歳の時、孝霊天皇の黒田の宮を出られ、うつぼ舟にて、この地に漂着されたという。百襲姫は未来を予知する呪術にすぐれ、日照に苦しむ人々のために雨を降らせ、水源を教え、水路を開き米作りを助けた。神社裏山に御陵がある。
神階
承和3年（836）11月月壬申（7日）条　「讃岐国水主神奉授従五位下」（続日本紀）
貞観8年（866）4月9日癸未条に「授讃岐国従五位下水主神従五位上」とみえる水主神（三代実録）
天慶3年（940）海賊平定の祈祷により、正五位下に昇叙、更に累進して正一位（長寛勘文）
康保4年（967）「讃岐国大内郡　水主神社」（延喜式神名帳）
明治5年（1872）明治維新の際、郷社に列格
明治36年（1903）1月23日、県社に昇格
明治40年（1907）3月22日神饌幣帛料供進神社に指定される
歴史
孝霊天皇の御代（紀元前290年ごろ）黒田庵戸宮を出立した倭迹迹日百襲姫命が8歳の時に水主に居を定め、水徳自在の神として称えられる
文武天皇3年（699）大納言石上麻呂が当社に奉幣し、疫病退散を祈願（大水主大明神社旧記）
宝亀元年～12年（770～780）御垂跡再建
延暦9年（790）伝教大師・最澄24歳の時、水主神社・大水寺に参籠する
弘仁頃（810～824）弘法大師・空海が水主神社境内地於て閼伽井水を掘り水主神社に奉献する（閼伽谷の井戸として境内に現存）
天暦2年（948）文章博士・橘直幹が勅使として参向
応和2年（962）参議藤原朝臣忠助が勅を奉じて参向祈雨の事あり　宣旨ありて荘を大水主と云ひ、号を大水主大社と称し奉る
天承元年（1131）讃岐国司・藤原経隆の参拝
天承2年（1132）2町2反60歩だった社領が24町5反になる。この頃、国司や目代の参拝が度々あったという記録があり、国衙領であった与田郷・入野郷の一部を分割という形で社領寄進が行われたとみられている。社家七十五員、僧坊四十二宇と繁栄を極めた。（水主神社大般若経函底書）
長承2年（1133）目代河内前司盛通の参拝
長寛元年（1163）讃岐国司・藤原秀能の参拝
仁安2年目（1167）目代橘公清の参拝
天正15年（1587）生駒近規当国に封ぜられる　その崇敬厚く、四代高俊社殿を修し社領三十五石を寄進される（生駒記）
正和元年（1681）高松藩主松平頼重の参拝
元禄6年（1693）松平頼常の参拝、社殿を修造し田三十五石の寄進あり
安政5年（1858）8月に現在の本殿が再建される
慶応元年（1865）6月に幣殿が再建される
明治5年（1872）明治維新の際、郷社に列格
明治36年（1903）1月23日、県社に昇格
明治40年（1907）3月22日神饌幣帛料供進神社に指定される

## 文化財

### 重要文化財
- 木造神像 7躯[注 1]
- 木造狛犬 一対
- 雷文螺鈿鞍（らいもんらでんくら）
- 大般若経 600帖　附：経箱60箱　内底経箱勧進記録等墨書

典拠：2000年（平成12年）までの指定物件については、『国宝・重要文化財大全 別巻』所有者別総合目録・名称総索引・統計資料（毎日新聞社、2000年）による。2001年以降の変化については個別に注記。

### 香川県指定有形文化財
- 木造狛犬 一対
- 木造獅子頭 文安5年奉納

典拠：香川県教育委員会サイト

## アクセス
高松自動車道の白鳥大内インターチェンジを降りて、車で約10分。香川県道129号線沿いにある。